# Borboleta-zebra

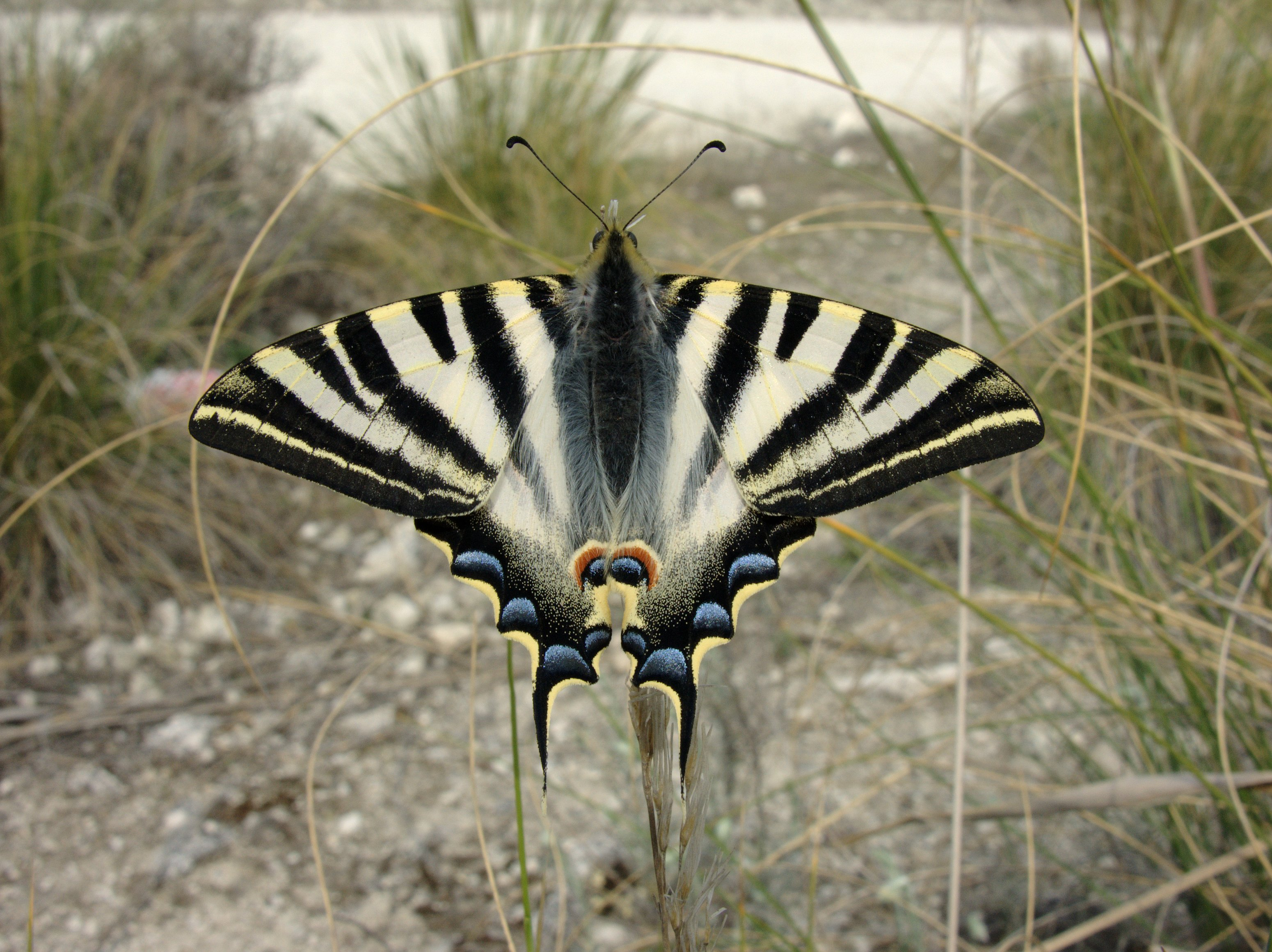
A borboleta-zebra portuguesa, Iphiclides feisthamelii

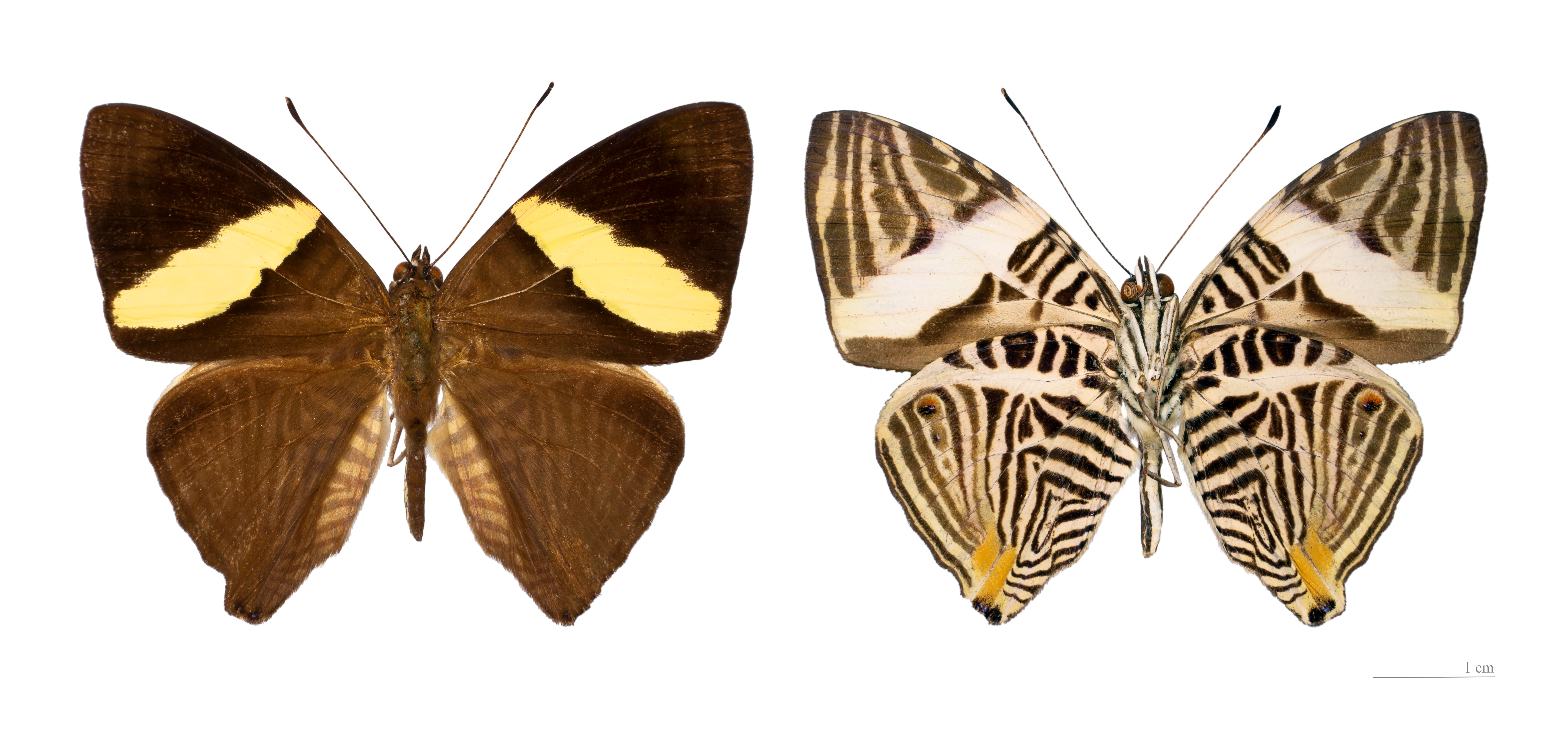
A borboleta-zebra brasileira, Colobura dirce

Borboleta-zebra é a denominação vernácula, em português, dada às seguintes espécies de borboletas (insetos da ordem Lepidoptera) e devida às suas semelhanças de coloração com o padrão de pelagem listrada das zebras (mamíferos que pertencem à família dos cavalos, os equídeos, nativos da África) quando vistas por cima ou por baixo:

## Em Portugal
Borboleta holoártica da família dos papilionídeos; espécie Iphiclides feisthamelii.

## No Brasil
Borboletas neotropicais da família dos ninfalídeos; espécies Colobura dirce e Colobura annulata.